# Wiener Zeitung
A Wiener Zeitung a világ egyik legrégebbi még most is megjelenő napilapja. A Bécsben magánvállalkozásként indult lap 1812-től az osztrák kormány hivatalos lapja lett, és 1857/58-tól kezdve az osztrák állam adta ki.

## Története

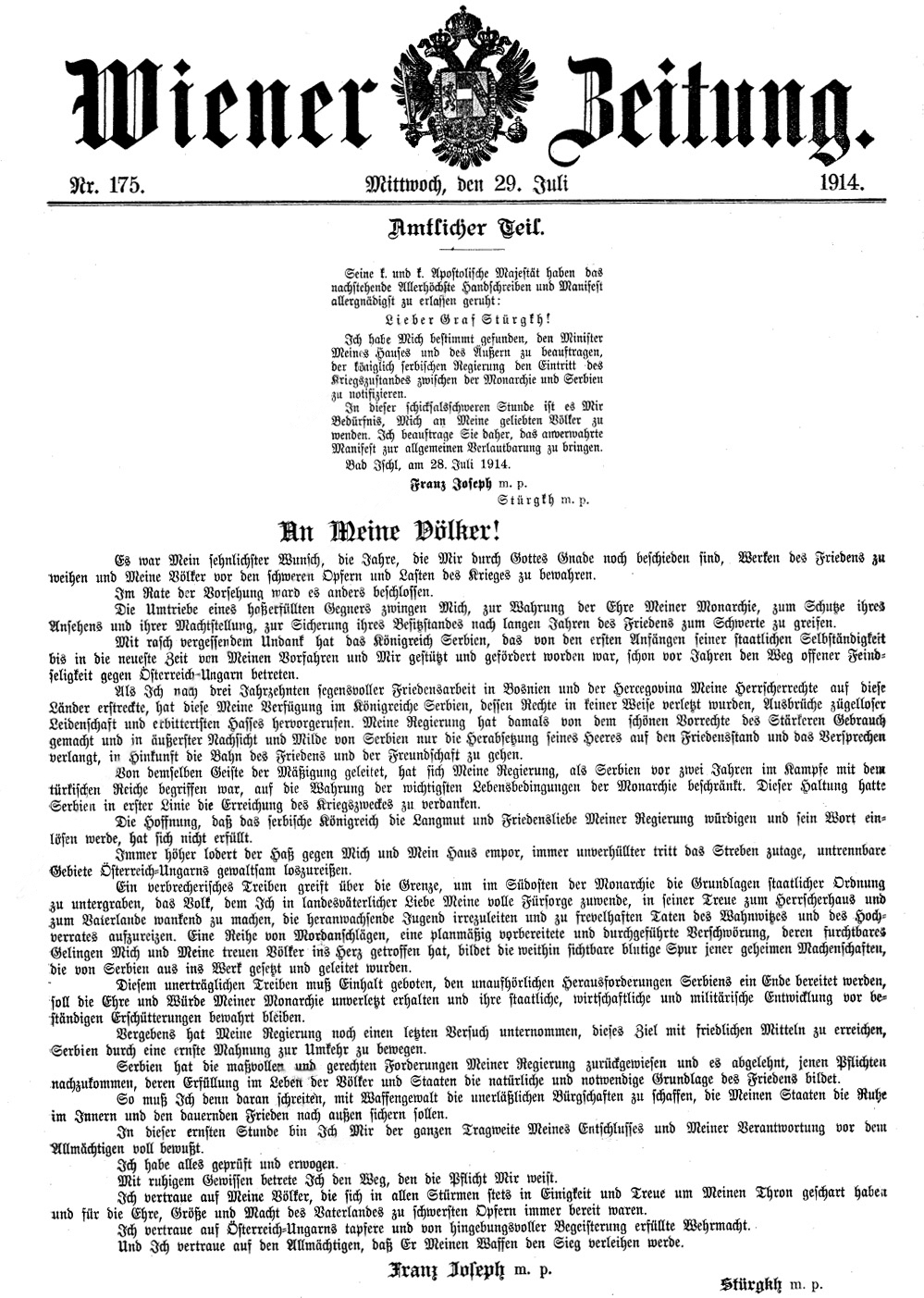
Hadüzenet Szerbiának, 1914. július 29.

1703. augusztus 3-án jelent meg a lap őse, a Wiennerisches Diarium, amely egyetlen évig élt ezzel a címmel, majd nevéből egy „n” betűt levéve megszületett az új – „Wienerisches Diarium” – név, mely egészen 1780-ig működött, ekkor változott a neve Wiener Zeitungra.
Kezdetben magánvállalkozásként indult, majd 1812-től az osztrák kormány hivatalos lapja lett. A 19. század elején a magyarországi lapokban csak olyan híreket vehettek át a külföldi újságokból, amelyek a Wiener Zeitungban is megjelentek.
A lap a kezdeti időkben szerdán és szombaton jelent meg, majd az 1800-as évek elején, egy rövid szünet után áttértek a napi megjelenésre. 1848 és 1921 között megjelentek az újság esti kiadásai is  „Beilage der Wiener Zeitung” és "Wiener Abendpost" címmel. Jelenleg naponta keddtől szombatig jelenik meg.
A Wiener Zeitung a 19. század második felében fontos kulturális és tudományos sajtótermékké nőtte ki magát. Egy 1855-ben készült felmérés szerint Magyarországon a császárhoz lojális érzelműek is inkább ezt járatták a Budapesti Hírlap helyett, mert mind politikai, mind tudományos és irodalmi szempontból jobbnak tartották. A második világháború alatt a lap szünetelt, majd 1945-ben a köztársaság újraéledésével az újság is újjászületett.
Az 1855-ben 4500 példányban megjelenő lap 1920-ban elérte a 10 000 -es, 1938-ban a 25 000 -es, 1970-ben a 30 000 -es példányszámot, 2000-re pedig 24 000-re esett vissza. 2009-ben 40 000 példányban forgalmazták.
1810 óta a Wiener Zeitung egyúttal az ország hivatalos közlönye; itt teszik közzé többek között a cégalapításokat, a közbeszerzési felhívásokat, a befektetőknek szánt, jogszabály által előírt  információkat és az ágazati kollektív szerződéseket.
2011-ben a Wiener Zeitung elindított egy Bécsről szóló internetes enciklopédiát, a Wien-Wiki-t.